# Piaga dei condensatori

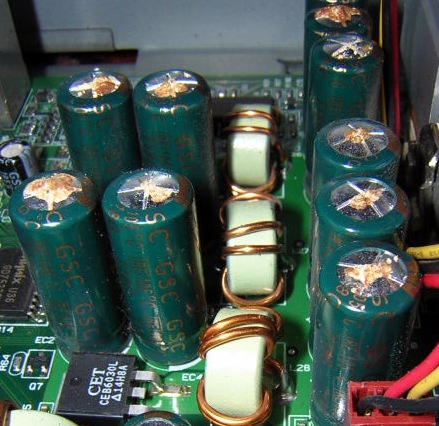
Condensatori elettrolitici in alluminio che gonfiandosi si sono aperti sui punti d'indebolimento per lo sfiato controllato, con residui essiccati dell'elettrolita ben visibili (colore bruno-rossastro)

La piaga dei condensatori è stata un problema correlato a un tasso di guasto più alto del previsto dei condensatori elettrolitici in alluminio non solido tra il 1999 e il 2007, in particolare quelli di alcuni produttori taiwanesi,  a causa di una composizione elettrolitica difettosa che ha causato corrosione accompagnata da generazione di gas; ciò ha spesso portato alla rottura del guscio del condensatore a causa dell'accumulo di pressione.

## Effetti
Questo difetto nella formulazione ha portato a tassi di guasto più elevati, che si sono verificati in molti marchi noti di prodotti elettronici, in particolare nelle schede madri, nelle schede video e negli alimentatori dei personal computer.

## Cause
Un articolo del 2003 pubblicato su The Independent sosteneva che la causa dei condensatori difettosi era una formula copiata in modo errato. Nel 2001, uno scienziato che lavorava alla Rubycon Corporation in Giappone rubò una formula copiata male per gli elettroliti dei condensatori. Portò quindi la formula difettosa alla compagnia elettrica Luminous Town in Cina, dove aveva lavorato in precedenza. Nello stesso anno, lo staff dello scienziato lasciò la Cina, rubando di nuovo la formula copiata male e trasferendosi a Taiwan, dove crearono la propria azienda, producendo condensatori e propagando ancora di più questa formula difettosa di elettroliti per condensatori.